# Wielka Czerwona Plama

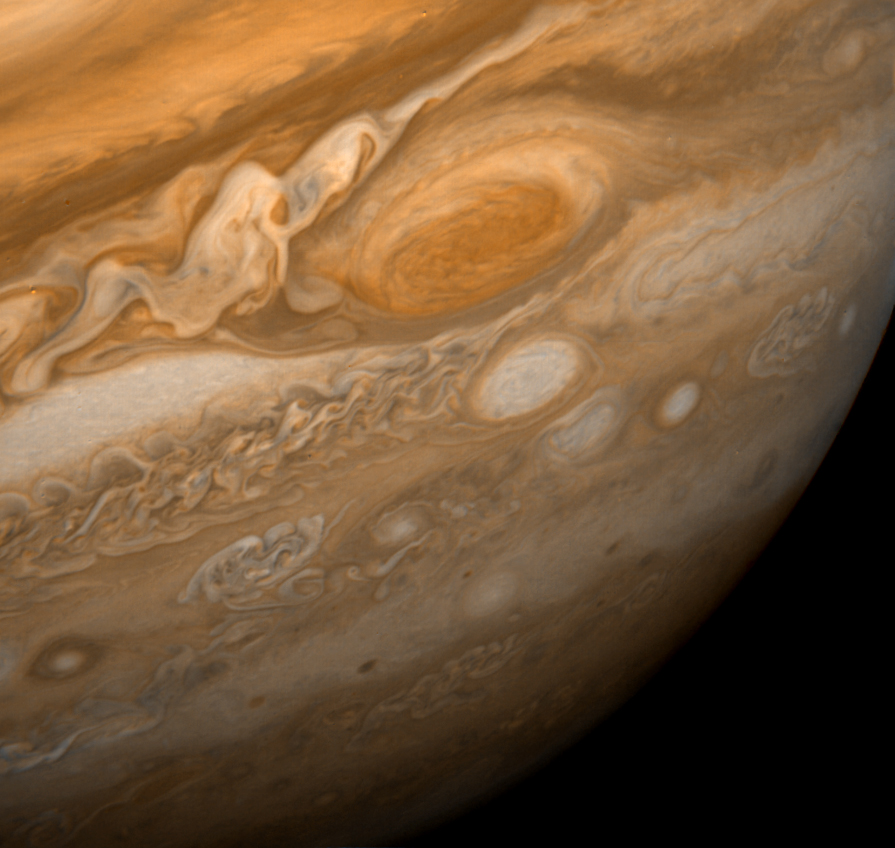
Wielka Czerwona Plama oraz Wielki Biały Owal poniżej, widziane przez sondę Voyager 1

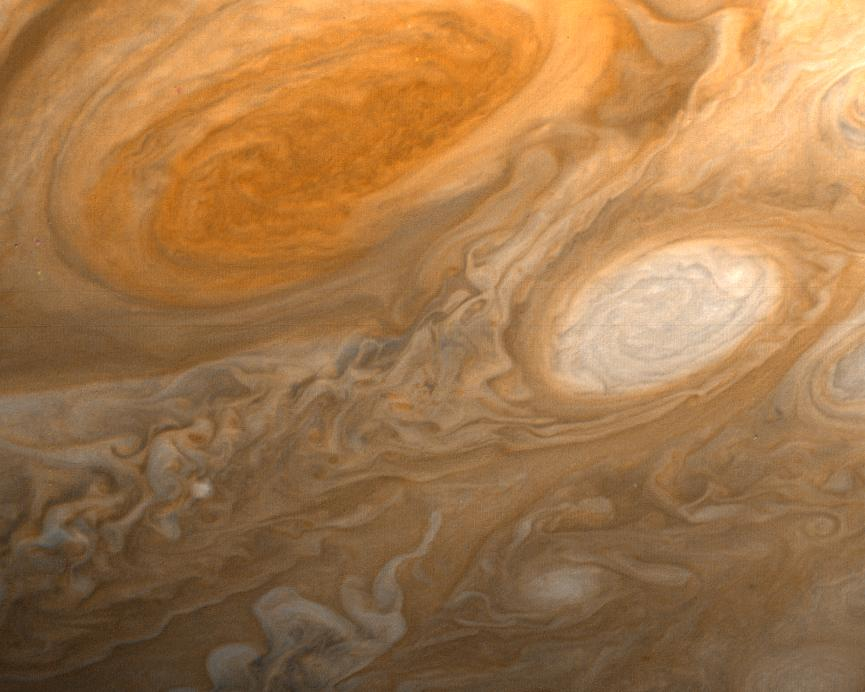
Powiększony fragment rejonu Wielkiej Czerwonej Plamy i Wielkiego Białego Owalu

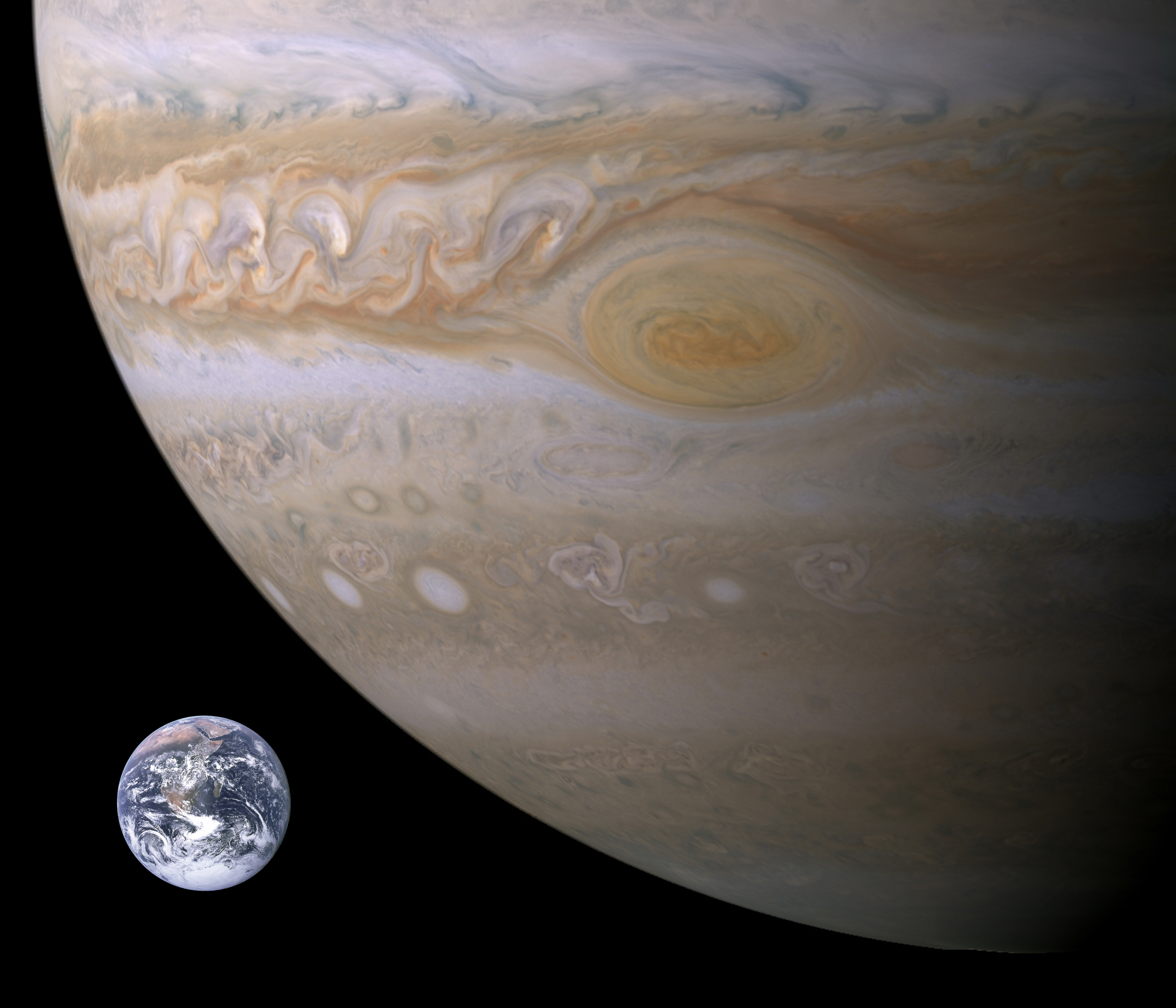
Ziemia i Wielka Czerwona Plama – porównanie rozmiarów

Wielka Czerwona Plama – ogromny stały antycyklon od co najmniej 361 lat wiejący na Jowiszu, 22° na południe od równika. Burza jest na tyle duża, że można ją obserwować z Ziemi za pomocą amatorskich teleskopów. Jako pierwszy zobaczył ją brytyjski fizyk i wynalazca Robert Hooke w 1664 roku.
Pierwszych szczegółowych zdjęć Plamy i jej okolic dostarczyła sonda Voyager 1, która 5 marca 1979 roku zbliżyła się do Jowisza na odległość 280 000 km od szczytów chmur. Kolorowe fotografie umożliwiające dostrzeżenie szczegółów wielkości rzędu 160 km ukazały w pełnej krasie burzliwą atmosferę Jowisza.
Wielka Czerwona Plama ma zmienne wymiary 24-40 tysięcy na 12-14 tysięcy kilometrów. Obraca się w kierunku przeciwnym do ruchu wskazówek zegara, wykonując jeden obrót w ciągu około 6 dni. Jest chłodniejsza od otoczenia, a jej górne warstwy wystają 8 km ponad okoliczne chmury. Owal BA znajdujący się pod Plamą ma średnicę zbliżoną do średnicy Ziemi.
Potężne burze są dosyć często spotykane wśród gazowych olbrzymów. Jowisz posiada wiele białych i brązowych owali – nienazwanych, stosunkowo niewielkich sztormów. Białe owale zbudowane są ze względnie chłodnych chmur w górnych warstwach atmosfery, zaś brązowe owale są cieplejsze i położone nieco niżej. Mogą one trwać wiekami, bądź znikać już po kilku godzinach.
Nie wiadomo dokładnie, co nadaje Wielkiej Czerwonej Plamie charakterystyczną barwę, która czasami staje się pomarańczowa lub nawet biała. Hipotezy – wspierane eksperymentami laboratoryjnymi – wskazują, że może to być fosforowodór rozkładany na powierzchni przez promienie słoneczne, w wyniku czego powstaje czerwony fosfor, jednak nie ma co do tego pewności.
Wielka Czerwona Plama jest wyjątkowo stabilna, choć w ciągu ostatnich 100 lat zmniejszyła się o połowę. Nie jest pewne, czy są to zmiany cykliczne, czy też Plama powoli zanika. Za jej stałość i niespotykanie długi czas życia może odpowiadać kilka czynników, m.in. niczym niezakłócony dopływ ciepła z wnętrza planety. Symulacje komputerowe pokazują również, że Wielka Czerwona Plama pochłania otaczające ją mniejsze cyklony.